# المداخيس (الشاهل)

تعديل مصدري - تعديل

المداخيس هي إحدى قرى عزلة الامرور بمديرية الشاهل التابعة لمحافظة حجة، بلغ تعداد سكانها 383 نسمة حسب تعداد اليمن لعام 2004.